# 国際環境ソリューションズ
国際環境ソリューションズ株式会社（こくさいかんきょうソリューションズ）は、かつて存在した日本アジアグループ株式会社傘下の環境ソリューション事業会社。2015年3月1日付けで、同じグループ内の国際航業株式会社に吸収合併された。土壌・地下水環境保全に関するコンサルティングやエンジニアリング、大店立地法関連コンサルティング、緑地資源活用コンサルティングなど様々な環境問題について、ソリューションを提供していた。合併後は国際航業株式会社の環境ソリューション部門として継続して活動している。

## 概要
多くの環境事案についてコンサルティングを行った。不動産売買に伴う環境デューディリジェンスから、製造企業による自社所有工場の自主的な環境リスク評価まで、多様なニーズにこたえた調査・コンサルティングを実施。さらに、土地利用用途に合わせた浄化技術の提案・施工、開発プロジェクトを総合的にサポートしていた。 

## 沿革
- 1997年6月 - 国際航業株式会社・地盤環境エンジニアリング部発足。
- 1998年4月 - 地盤環境エンジニアリング事業部に昇格。
- 2005年4月 - 環境コンサルタント部を併合し、環境ソリューション事業本部となる。
- 2007年10月 - 国際航業株式会社が株式移転により、純粋持株会社「国際航業ホールディングス株式会社」（証券コード：9234）を設立
- 2008年3月 - 環境ソリューション事業を「国際環境ソリューションズ株式会社」に分割
- 2015年3月 - 国際航業株式会社に吸収合併され、解散。